# Paradise (álbum de Cody Simpson)
Paradise (en español, Paraíso) es el primer álbum de estudio del cantante australiano Cody Simpson, y fue lanzado el 2 de octubre de 2012.

## Antecedentes
A finales de 2011 el cantante confirmó que tenía un nuevo material preparado para el 2012 a través de su cuenta de Twitter:
“Estoy escribiendo muchos hits en este momento. No puedo esperar para compartirlos con vosotros. Será mi regalo para todos vosotros. ¡Gracias por todo! ¡Álbum 2012!”- comentó Cody en su Twitter.

## Sencillos
El primer sencillo del álbum es «Wish U Were Here».

## Lista de canciones
1. Paradise
2. Got Me Good
3. Be The One
4. Hello
5. Tears On Your Pillow
6. Wish U Were Here (Feat. Becky G.)
7. I Love Girls
8. Back To You
9. Summer Shade
10. Gentleman